# Seu del Foment del Treball Nacional
La Seu del Foment del Treball Nacional és un edifici d'oficines situat al xamfrà est de la Via Laietana i l'avinguda de Francesc Cambó (plaça d'Antoni Maura) de Barcelona, catalogat com a bé amb element d'interès (Categoria C).

## Història
Va ser projectat el 1931 pels arquitectes Adolf Florensa i Josep Goday com a seu de la patronal Foment del Treball Nacional, fundada el 1889 per la fusió de Institut del Foment del Treball Nacional i el Foment de la Producció Espanyola.

## Descripció
Adossat a la Casa Cambó, de la qual pren prestada la forma de les finestres tripartides, es tracta d'un edifici d'oficines a tres vents, de planta baixa, entresol i cinc pisos, i l'exedra (que fa d'eix central de simetria de dues ales laterals que es desenvolupen a banda i banda en angle recte i amb llargades diferents) flanqueja amb dues torres de secció quadrada que té una planta més on es forma un templet amb pilars; una altra torre de característiques similars apareix en la paret mitgera de la Casa Cambó, i entre les tres corre una balustrada amb gerros ornamentals.
El primer pis o planta principal difereix del format de les finestres dels altres pisos per l'aparició de balcons amb frontó triangular, units per balconada de balustres a la Via Laietana i, a la resta, amb balustrada individual. El parament és d'estuc llís, llevat de la planta baixa, on és d'especejament horitzontal.
L'accés principal, a la plaça d'Antoni Maura, es fa per un pòrtic amb doble parella de columnes i cobert amb una marquesina. Un cop a l'interior, que és especialment senyorial, el vestíbul duu a l'escala principal, d'un bell traçat en espiral, coberta amb cúpula d'anells concèntrics, i els paraments superiors tractats amb fris de plafons esgrafiats amb motius vegetals. La barana massissa està decorada amb cassetons, element que apareix en la sala d'actes, porticada amb columnes en l'escenari i oberta a l'avinguda de la Catedral, salons i voltes de sales de pas.